# Dionysius Zöhren
Dionysius Zöhren OFMCap (* 27. Juli 1903 in Krefeld als Heinrich Zöhren; † 3. Februar 1943 im KZ Dachau) war ein römisch-katholischer deutscher Ordenspriester und Musiker. Er starb nach mehrjähriger Haft im Konzentrationslager und wird von kirchlichen Autoren als Märtyrer betrachtet.

## Leben
Heinrich Zöhren wuchs mit fünf Geschwistern als Sohn eines Färbermeisters auf. Er besaß eine musikalische Hochbegabung. Nach acht Jahren Volksschule weckte eine kapuzinische Volksmission in ihm den Wunsch zum Priestertum bei den Kapuzinern. Er betrieb ein intensives Privatstudium, schaffte 1919 den Eintritt in die Obertertia des Gymnasiums Krefeld, wechselte 1921 an die Klosterschule der Kapuziner in Bocholt und bestand 1923 das Abitur. Am 23. April 1923 trat er in das Noviziat des Krefelder Kapuzinerklosters ein und erhielt den Ordensnamen Dionysius (gerufen „Dionys“). Er studierte in Münster, wo er 1927 seine feierliche Profess ablegte und am 19. März 1929 zum Priester geweiht wurde.
Er wurde als Aushilfspriester an der  Marienwallfahrtskirche Waghäusel und ab 1931 als Subpräfekt (Internatsaufseher) am Studienkolleg St. Fidelis im Kloster Bensheim eingesetzt, wo er nicht zuletzt als Virtuose mehrerer Instrumente (darunter die Orgel) große Anerkennung fand. Aus gesundheitlichen Gründen ließ er sich im April 1939 in das benachbarte  Kloster Maria Einsiedel in Gernsheim versetzen, wo er Superior und Rektor der Wallfahrtskirche wurde.
Am 20. März 1941 wurde er im Zuge einer Hausdurchsuchung, bei der nach Predigtmanuskripten und „Hetzschriften“ geforscht worden sein soll, aus unbekannten Gründen von der Gestapo verhaftet und in ein Gefängnis bei Darmstadt gebracht. Zöhren wird als unpolitisch beschrieben und hatte, soweit bekannt, vor seiner Verhaftung keine Verbindungen zum Widerstand gegen den Nationalsozialismus. Öffentliche Widerstandshandlungen gegen die NS-Diktatur sind jedenfalls nicht dokumentiert. Die Gestapo verfügte auch nicht über Beweise gegen ihn, auf deren Grundlage eine Anklage erhoben worden wäre. Dennoch wurde er Anfang Mai 1941 in das KZ Dachau überstellt. Dort freundete er sich mit dem westfälischen Priester und Mithäftling Reinhold Friedrichs an, der seine Persönlichkeit als „eine edle, feine Seele“ beschreibt. In Briefen zeigte sich Zöhren nach dem ersten Jahr im Konzentrationslager noch zuversichtlich. Er versuchte, einen höheren Sinn in seinem Schicksal zu erkennen, und hoffte auf Befreiung. Er starb nach einunzwanzigmonatiger Haft an Typhus.

## Gedenken
Dionysius Zöhren wurde von dem Kölner Prälaten Helmut Moll als „Blutzeuge aus der Zeit des Nationalsozialismus“ in das Deutsche Martyrologium des 20. Jahrhunderts aufgenommen. In der Kirche St. Martin in Krefeld erinnert eine Gedenktafel an ihn. In der Laurenzikirche bei Gau-Algesheim hängt sein Porträt. Eine regelrechte kirchliche Anerkennung seines Todes als Martyrium ist damit allerdings nicht verbunden und eine Verehrung über das allgemeine ehrende Totengedenken hinaus bleibt ausgeschlossen.